# Mendozellus laredanus
Mendozellus laredanus är en insektsart som beskrevs av Paul W. Oman 1934. Mendozellus laredanus ingår i släktet Mendozellus och familjen dvärgstritar. Inga underarter finns listade i Catalogue of Life.